# 6383 Tokushima
6383 Tokushima este un asteroid din centura principală de asteroizi.

## Descriere
6383 Tokushima este un asteroid din centura principală de asteroizi. A fost descoperit pe 12 decembrie 1988 la Tokushima de Masayuki Iwamoto și Takeshi Urata. Asteroidul prezintă o orbită caracterizată de o semiaxă mare de 3,00 ua, o excentricitate de 0,06 și o înclinație de 11,1° în raport cu ecliptica.